# 아미르호세인 가지자데 하셰미

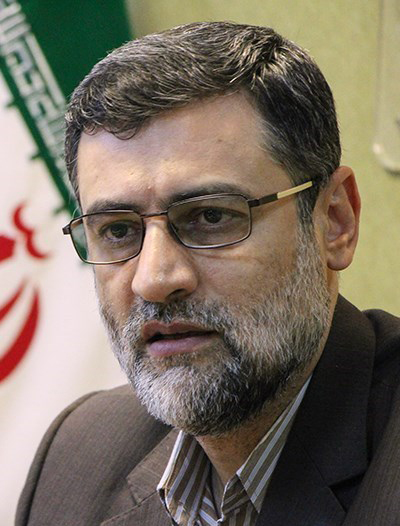

사이드 아미르호세인 가지자데 하셰미(페르시아어: سید امیرحسین قاضی‌زاده هاشمی, 1971년 4월 14일 ~ )는 이란의 보수주의 정치인으로 2008년 이래 마샤드·칼라트 선거구 국회의원을 지내고 있다.
그는 이슬람혁명안정전선 소속으로 당 대변인을 맡은 바 있다.